# Élément algébrique
En théorie des corps un élément d'une extension L  d'un corps commutatif K est dit algébrique sur K quand il existe un polynôme non nul à coefficients dans K s'annulant sur cet élément. Un élément qui n'est pas algébrique sur K est dit  transcendant sur K.
Il s'agit d'une généralisation des notions de nombre algébrique et nombre transcendant : un nombre algébrique est un nombre réel ou complexe, un élément de l'extension ℂ du corps ℚ des rationnels, qui est algébrique sur ℚ. Ainsi √2 est un réel algébrique sur ℚ, et le nombre e ou le nombre π sont des réels transcendants sur ℚ. S'il existe des complexes transcendants sur ℚ, tout nombre complexe a+bi est algébrique sur le corps ℝ des réels, comme racine de (X - a)2+b2.

## Caractérisations
Tout élément a de K est évidemment algébrique sur K, comme racine du polynôme X - a. Plus généralement
- Tout élément a d'une extension finie de K est algébrique sur K.

En effet une extension finie de K est un espace vectoriel de dimension finie sur K. On a donc une relation de dépendance linéaire sur les puissances successives de a qui fournit un polynôme qui s'annule sur a.
On peut caractériser la notion d'élément algébrique ou transcendant en utilisant K[a], le plus petit sous-anneau de L contenant K et a. Les éléments de l'anneau K[a] sont les éléments de L qui s'expriment comme des polynômes en a, c'est-à-dire que K[a] est l'image de l'anneau des polynômes K[X] par le morphisme d'anneaux φ qui à X associe a. Ce morphisme est non injectif si et seulement si un polynôme non nul s'annule sur a. Par ailleurs si a est racine d'un polynôme de K[X], a est racine d'un polynôme irréductible (facteur du précédent) dont K[a] est le corps de rupture. En résumé :
- l'élément a est transcendant sur K si et seulement si  K[a] et K[X] sont isomorphes (l'isomorphisme étant donné par φ) ;
- l'élément a est algébrique sur K si et seulement si K[a] est un corps.

Soit K(a) le plus petit sous-corps de L contenant a (les éléments de K(a) sont les éléments de L qui s'expriment comme des fractions rationnelles en a). On peut encore formuler les choses ainsi :
- l'élément a est algébrique sur K  si et seulement si K(a) = K[a] ;
- l'élément a est algébrique sur K si et seulement si l'extension K(a) de K est une extension finie ;

(on a ainsi la réciproque de la première propriété : tout élément algébrique sur K est élément d'une extension finie de K).

## Stabilité
Ces caractérisations peuvent être utilisées pour montrer que la somme et le produit de deux éléments algébriques sur K sont algébriques sur K. En effet si a et b sont algébriques sur K, a + b et ab appartiennent à K(a,b), qui peut être vu comme l'extension de K(a) par b, algébrique sur K donc sur K(a). L'extension K(a,b) est alors une extension finie de K(a),
donc de K (c'est une propriété des degrés d'extension). Tous ses éléments sont algébriques sur K.
Par ailleurs l'opposé d'un élément algébrique a sur K est algébrique sur K de même, si a est non nul que  son inverse, racine du polynôme réciproque d'un polynôme annulant a. En conclusion :
- Les éléments de L algébriques sur K forment un sous-corps de L.

On déduit également, par récurrence sur n, que 
- si a1, ..., an sont des éléments algébriques sur K (en nombre fini), alors tous les éléments de l'extension K(a1, ..., an), obtenue par adjonction de ces éléments à K, sont algébriques sur K.

Une telle extension, dont tous les éléments sont algébriques, est appelée extension algébrique. Une extension algébrique n'est pas forcément de degré fini, donc pas forcément engendrée par un nombre fini d'éléments algébriques (voir l'article extension algébrique).

## Degré et polynôme minimal
Le degré d'un élément algébrique sur K est le degré de l'extension K(a) de K. Comme a est algébrique, c'est la dimension du K-espace vectoriel K[a]. C'est donc aussi le degré du polynôme minimal de a, le polynôme unitaire de plus petit degré qui annule a.

## Algèbres associatives
Une extension L de K est une algèbre associative sur le corps K, et la définition n'utilise que cette structure. Il est donc possible de généraliser celle-ci : 
un élément d'une algèbre associative unitaire E sur un corps commutatif K est algébrique sur K s'il existe un polynôme non nul à coefficients dans K s'annulant sur cet élément. De même que pour les extensions de corps, lorsque l'algèbre E est de dimension finie sur K, tous les éléments de E sont algébriques sur K.